# Gajkowice
Gajkowice – wieś w Polsce położona w województwie łódzkim, w powiecie piotrkowskim, w gminie Moszczenica.
Wieś biskupstwa włocławskiego w powiecie piotrkowskim województwa sieradzkiego w końcu XVI wieku. W latach 1975–1998 miejscowość administracyjnie należała do województwa piotrkowskiego.

## Urodzeni w Gajkowicach:
- Tadeusz Latocha –  inżynier, specjalista z dziedziny energoelektroniki
- Zdzisław Hejduk – reżyser teatralny i dramatopisarz